# Antoni Janik (rzeźbiarz)

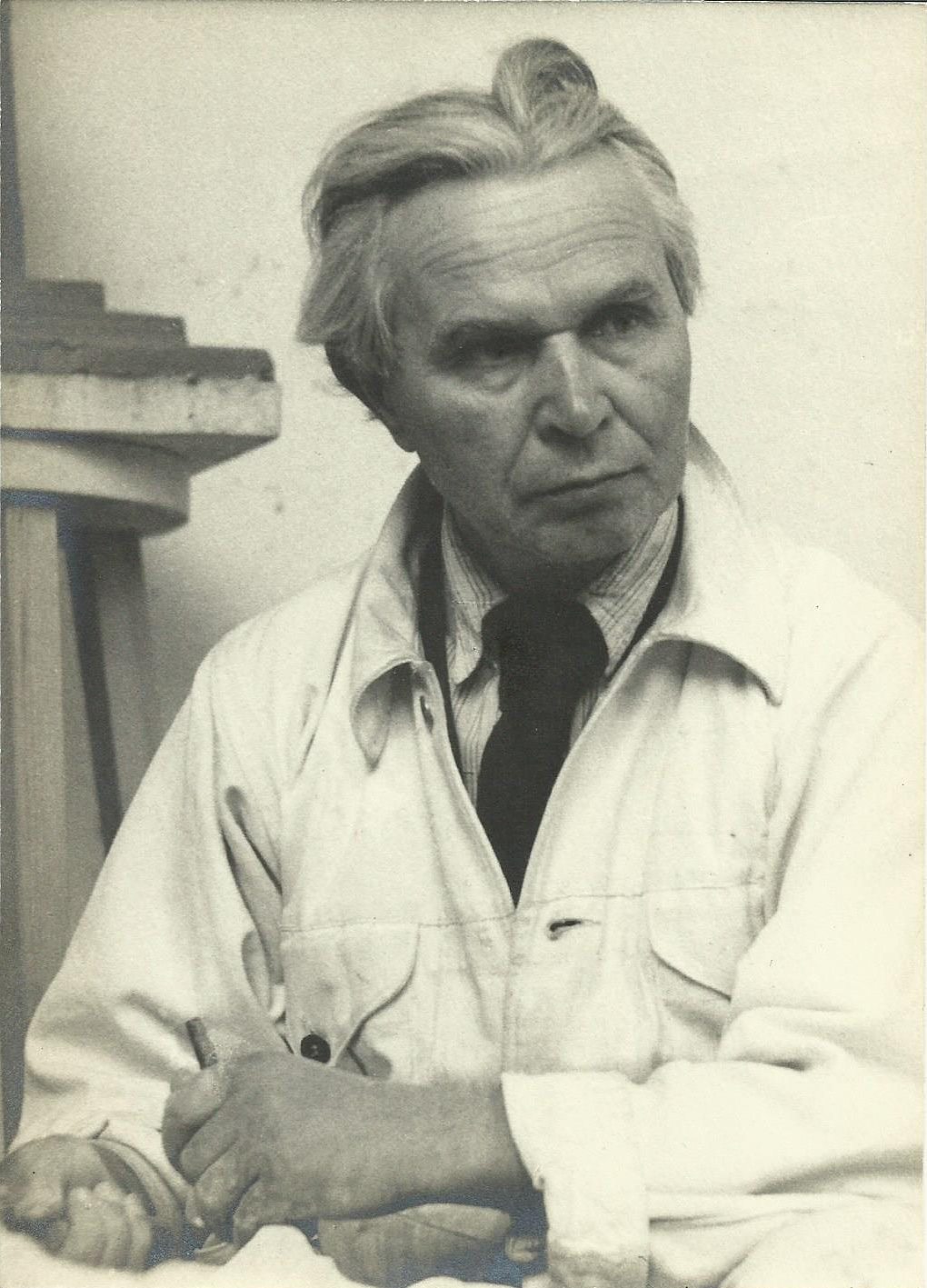
Antoni Janik w pracy

Antoni Janik (ur. 20 maja 1884 roku we wsi Smardzew, zm. 18 czerwca 1953 roku w Radomiu) – polski artysta rzeźbiarz, członek Towarzystwa Zachęty Sztuk Pięknych w Warszawie. Uczestnik licznych wystaw krajowych.

## Życiorys
W latach 1904–1906 kształcił się w warszawskiej Szkole Sztuk Pięknych pod kierunkiem Xawerego Dunikowskiego, specjalizując się w rzeźbie monumentalnej. W okresie międzywojennym był członkiem Związku Polskich Artystów Plastyków oraz Towarzystwa Zachęty Sztuk Pięknych w Warszawie, aktywnie uczestnicząc w życiu artystycznym kraju, a także pełnił funkcję konserwatora rzeźb w Warszawie, dbając o ochronę dziedzictwa kulturowego. Podczas II wojny światowej Janik pracował nad konserwacją rzeźb uszkodzonych w wyniku działań wojennych, a w okresie powojennym angażował się w prace rekonstrukcyjne, odtwarzając wiele zabytkowych rzeźb Warszawy.. 
Po wojnie, w 1945 roku, powrócił do pracy artystycznej, zamieszkując w Radomiu. Współpracował z lokalnymi instytucjami kultury, w tym z oddziałem Związku Polskich Artystów Plastyków i Towarzystwem Przyjaciół Sztuk Pięknych w Radomiu. W rozpoczął także pracę w Wolnej Szkole Rysunku i Malarstwa w Radomiu.
Zmarł w 1953 roku, po czym został pochowany na cmentarzu rzymskokatolickim przy ulicy Limanowskiego w Radomiu.

## Twórczość

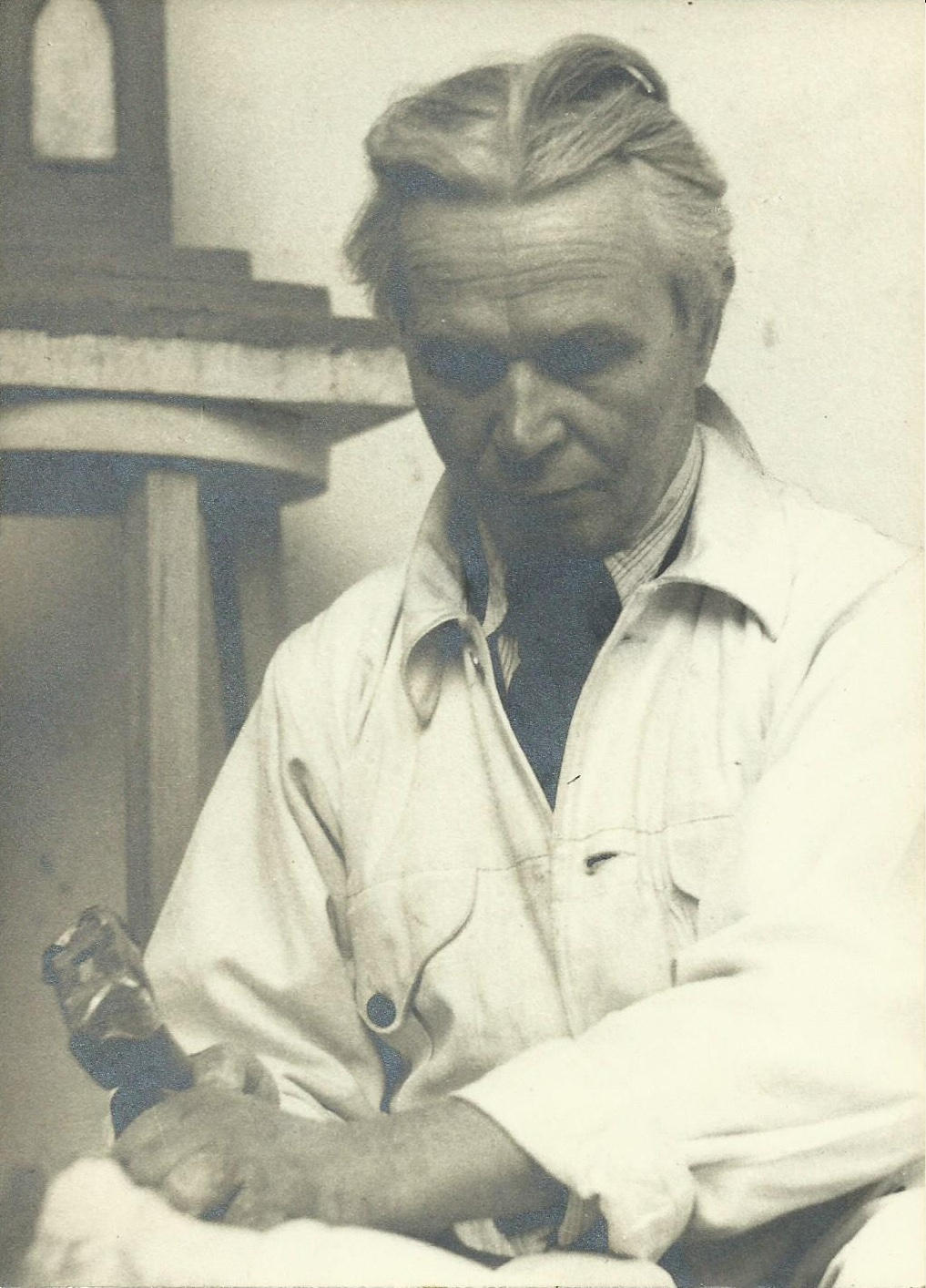
Antoni Janik w pracy

Antoni Janik zasłynął jako twórca licznych rzeźb monumentalnych, portretów oraz rzeźb ołtarzowych, głównie wykonanych w marmurze.. W jego dorobku znajdują się m.in.:
- „Głowa wojewody kieleckiego”,
- „Siewca”,
- Płaskorzeźby - profile aktorów (w tym profil aktorki Mieczysławy Ćwiklińskiej),
- Alegoryczne kompozycje rzeźbiarskie, takie jak „Przyjaźń między narodami”.

## Wystawy i nagrody
Janik brał udział w licznych wystawach organizowanych przez Zachętę Sztuk Pięknych, a także uczestniczył w wydarzeniach artystycznych w Radomiu i innych miastach Polski. Jego prace były prezentowane m.in. w:
- I Salonie Zimowym w Radomiu (1945),
- I Ogólnopolskiej Wystawie Plastyki w Warszawie (1950).

Zdobył II nagrodę w konkursie „Za zasługi dla zasłużonych Polaków" w 1927 r. Jego dorobek doceniono także za granicą – Janik otrzymał nagrodę w konkursie w Stanach Zjednoczonych za swoje prace rzeźbiarskie. Współpracował także z Tadeuszem Breyerem i Franciszkiem Strynkiewiczem, przy realizacji rzeźb dla Ministerstwa Spraw Zagranicznych.